# Marco Friedl
Marco Friedl (Kirchbichl, 1998. március 16. –) osztrák válogatott labdarúgó, a Werder Bremen játékosa.

## Pályafutása

### Klubcsapatokban

#### Fiatal évei
Ausztriában a Kirchbichl és a Kufstein csapataiban nevelkedett, majd 2008-ban csatlakozott a Bayern München akadémiájához. 2015. november 22-én mutatkozott be a Bayern München II csapatában az 1860 München tartalék csapata ellen. 2017. március 14-én aláírta első profi szerződését a klubbal, amely július 1-től 2021. június 30-ig szólt. Október 17-én megszerezte első gólját a tartalék csapatban az FV Illertissen ellen.

#### Bayern München
2017. január 28-án kapott a kispadon először lehetőséget a Bayern München csapatában a Werder Bremen ellen, de pályára nem lépett. November 22-én Jupp Heynckes a kezdőbe nevezte a belga Anderlecht elleni UEFA-bajnokok ligája találkozón, amit végig játszott. Három nappal később a Borussia Mönchengladbach elleni bajnoki találkozón James Rodríguez cseréjeként debütált. 2018. január 25-én 18 hónapos kölcsönszerződést kötött a klub a Werder Bremen csapatával.

#### Werder Bremen
2018. február 11-én debütált a Werder Bremen II-ben a Wehen Wiesbaden elleni harmadosztályú bajnoki mérkőzésen. Március 2-án az első csapatban is bemutatkozott a Borussia Mönchengladbach elleni 2–2-s döntetlennel véget érő bajnoki mérkőzésen. 2019 májusában bejelentették, hogy a 2019–20-as szezontól véglegesen szerződtették. 2019. szeptember 28-án megszerezte első gólját a bajnokságban a Borussia Dortmund ellen. Október 30-án a kupában az 1. FC Heidenheim ellen is eredményes volt.

### A válogatottban
A 2019-es U21-es labdarúgó-Európa-bajnokságon a csoportkörben két találkozón lépett pályára. 2019 októberében a kispadon kapott lehetőséget Izrael és Szlovénia elleni mérkőzéseken. 2020. október 7-én Görögország ellen mutatkozott be.

## Statisztika

### Klub
2021. április 24-én frissítve.
| Klub              | Szezon   | Bajnokság  | Bajnokság | Bajnokság | Kupa  | Kupa  | Nemzetközi | Nemzetközi | Egyéb | Egyéb | Összesen | Összesen |
| Klub              | Szezon   | Osztály    | Mérk.     | Gólok     | Mérk. | Gólok | Mérk.      | Gólok      | Mérk. | Gólok | Mérk.    | Gólok    |
| ----------------- | -------- | ---------- | --------- | --------- | ----- | ----- | ---------- | ---------- | ----- | ----- | -------- | -------- |
| Bayern München II | 2015–16  | RL Bayern  | 4         | 0         | –     | –     | –          | –          | –     | –     | 4        | 0        |
| Bayern München II | 2017–18  | RL Bayern  | 10        | 1         | –     | –     | –          | –          | –     | –     | 10       | 1        |
| Bayern München II | Összesen | Összesen   | 14        | 1         | 0     | 0     | 0          | 0          | 0     | 0     | 14       | 1        |
| Bayern München    | 2016–17  | Bundesliga | 0         | 0         | 0     | 0     | 0          | 0          | –     | –     | 0        | 0        |
| Bayern München    | 2017–18  | Bundesliga | 1         | 0         | 0     | 0     | 1          | 0          | 0     | 0     | 1        | 0        |
| Bayern München    | Összesen | Összesen   | 1         | 0         | 0     | 0     | 1          | 0          | 0     | 0     | 2        | 0        |
| Werder Bremen II  | 2017–18  | 3. Liga    | 1         | 0         | –     | –     | –          | –          | –     | –     | 1        | 0        |
| Werder Bremen II  | Összesen | Összesen   | 1         | 0         | 0     | 0     | 0          | 0          | 0     | 0     | 1        | 0        |
| Werder Bremen     | 2017–18  | Bundesliga | 9         | 0         | 0     | 0     | –          | –          | –     | –     | 9        | 0        |
| Werder Bremen     | 2018–19  | Bundesliga | 7         | 0         | 2     | 0     | –          | –          | –     | –     | 9        | 0        |
| Werder Bremen     | 2019–20  | Bundesliga | 27        | 1         | 3     | 1     | –          | –          | 2     | 0     | 32       | 2        |
| Werder Bremen     | 2020–21  | Bundesliga | 30        | 0         | 2     | 0     | –          | –          | –     | –     | 32       | 0        |
| Werder Bremen     | Összesen | Összesen   | 73        | 1         | 7     | 1     | 0          | 0          | 2     | 0     | 82       | 2        |
| Összesen          | Összesen | Összesen   | 76        | 18        | 4     | 0     | 8          | 3          | 0     | 0     | 88       | 21       |

1. ↑  Mérkőzése(i) az UEFA-bajnokok ligájában.
2. ↑  Mérkőzése(i) az osztályzón.

### Válogatott
2021. március 31-én frissítve.
| Ausztria | Ausztria        | Ausztria |
| Év       | Pályára lépések | Gólok    |
| -------- | --------------- | -------- |
| 2019     | 0               | 0        |
| 2020     | 1               | 0        |
| 2021     | 1               | 0        |
| Összesen | 2               | 0        |